# Mamut meridional
Mamutul meridional (Mammuthus meridionalis) este o specie de mamut care a trăit în timpul Pleistocenului timpuriu (cu aproximativ 750.000 de ani în urmă). Acesta este unul dintre cei mai vechi reprezentanți ai mamuților, fiind strămoșul mamutului de stepă (Mammuthus trogontherii) și al mamutului lânos (Mammuthus primigenius). Se presupune că ar fi apărut în sudul Europei, evoluând probabil din Mammuthus rumanus și răspândindu-se apoi în cea mai mare parte a Europei și a Asiei Centrale.
Cu o înălțime de aproximativ 4 m și cu o greutate de 10 t, mamutul meridional este unul dintre cei mai mari proboscidieni care ar fi trăit vreodată. Spre deosebire de ceilalți mamuți, colții săi erau mai puțin curbați, iar molarii săi erau bine adaptați la o dietă bogată în frunze și arbuști, după cum arată și plantele fosilizate găsite împreună cu unele exemplare. Acest lucru indică faptul că vegetația și clima Europei era mult mai dezvoltată și mai caldă, mamutului meridional lipsindu-i probabil blana deasă specifică altor mamuți.

## Galerie de imagini

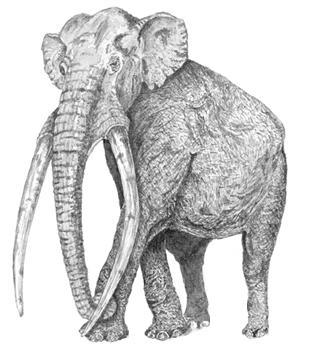
Reconstituire
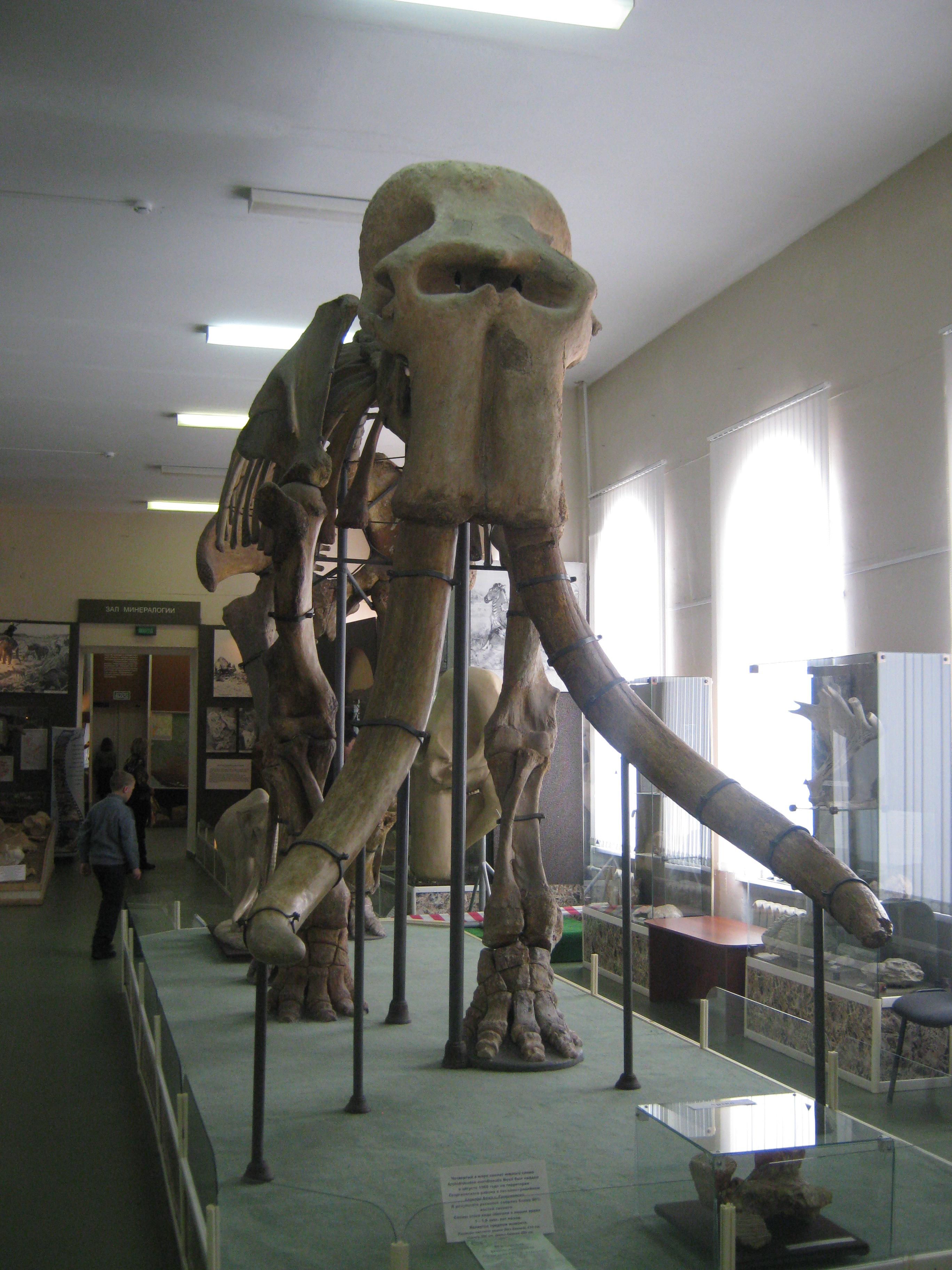
Schelet
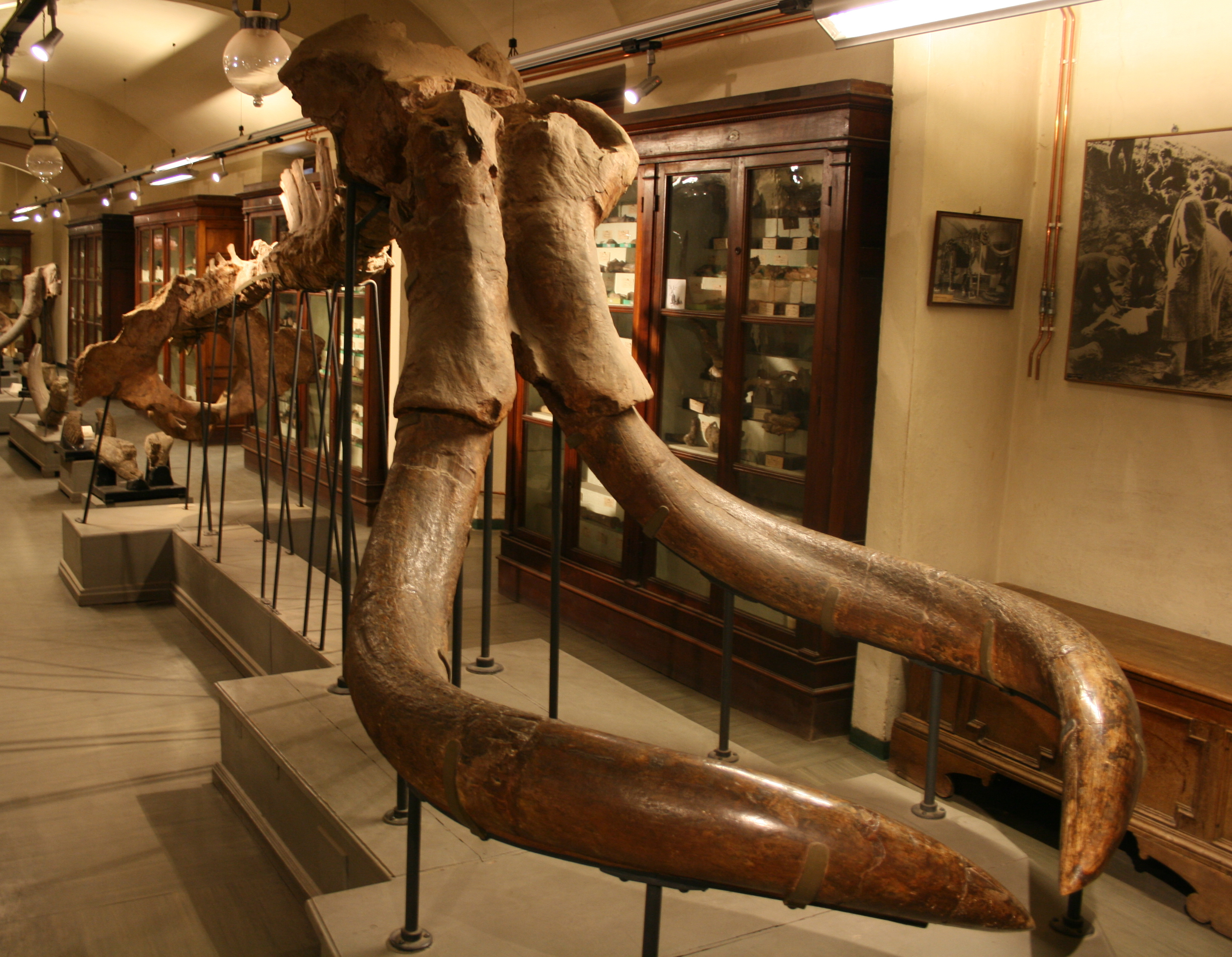
Fildeşi